# Nello Lauredi

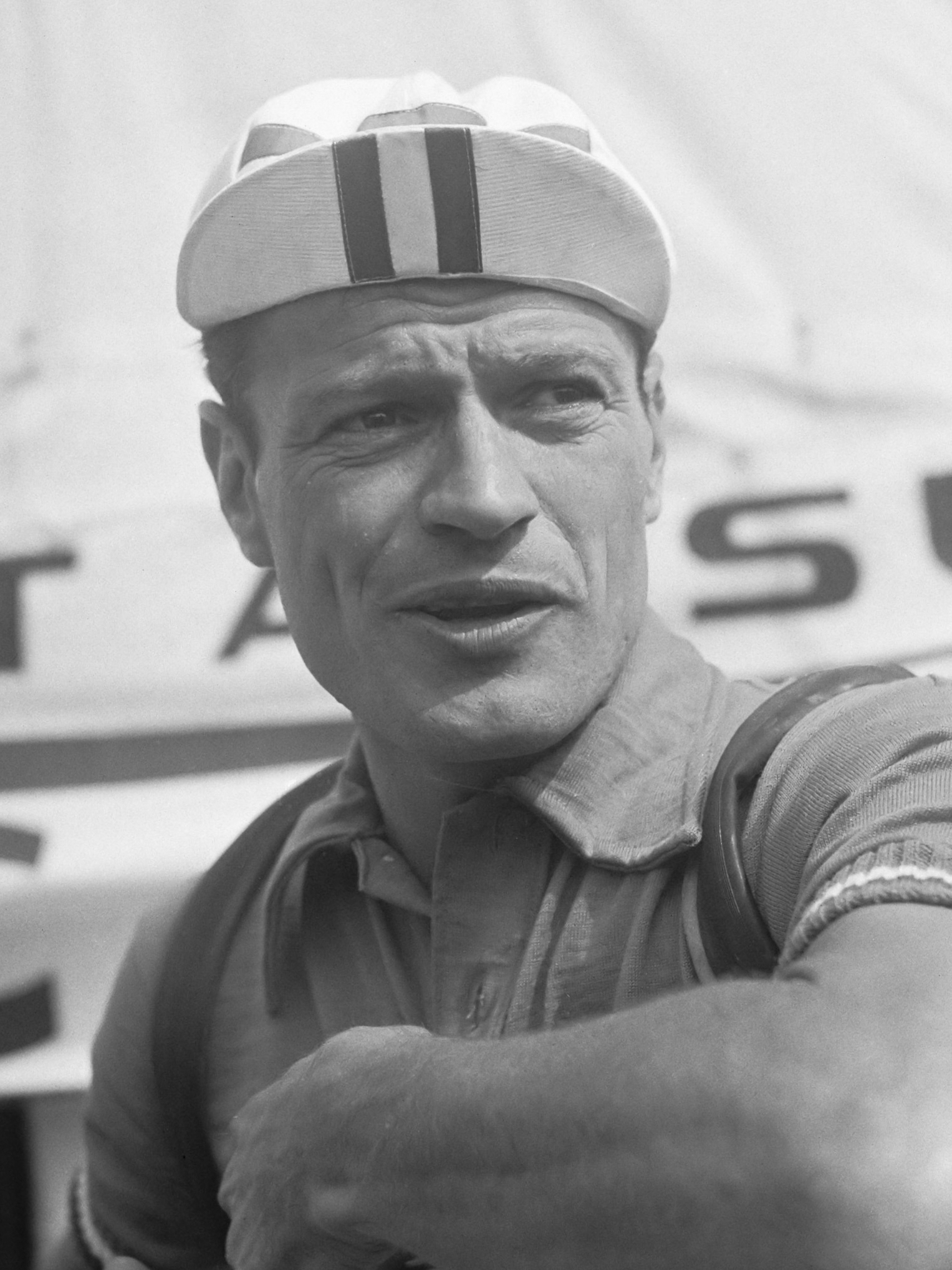
Nello Lauredi (1954)

Nello Lauredi (* 5. Oktober 1924 in Mulazzo (Italien); † 8. April 2001 in Saint-Laurent-du-Var) war ein französischer Radrennfahrer.

## Sportliche Laufbahn
Nello Lauredi war im Straßenradsport aktiv. Lauredi, der gebürtiger Italiener war, wurde Ende 1948 französischer Staatsbürger. Mit dem Radsport hatte er schon in seiner italienischen Heimat begonnen. 
1949 wurde er Unabhängiger. Von 1950 bis 1958 fuhr er als Berufsfahrer. Seinen ersten Vertrag als Profi hatte er mit dem Radsportteam Helyett-Hutchinson 1950. 1950, 1951 und 1954 siegte er im Etappenrennen Critérium du Dauphiné und gewann insgesamt fünf Etappen in dieser Rundfahrt. 1952 wurde er Zweiter hinter Jean Dotto.
Zu seinen bedeutendsten sportlichen Erfolgen zählen die drei Etappensiege in der Tour de France 1950, 1951 und 1952. Das Eintagesrennen Paris–Limoges entschied er 1952 für sich.
Lauredi nahm an allen Grand Tours teil. Die Tour de France fuhr er neunmal, der 7. Platz 1956 war sein bestes Ergebnis in der Gesamtwertung. Den Giro d’Italia bestritt er dreimal, die Vuelta a España fuhr er 1955.

## Grand-Tour-Platzierungen
| Grand Tour            | 1949 | 1950 | 1951 | 1952 | 1953 | 1954 | 1955 | 1956 | 1957 |
| --------------------- | ---- | ---- | ---- | ---- | ---- | ---- | ---- | ---- | ---- |
| Vuelta a EspañaVuelta | –    | –    | –    | –    | –    | –    | 23   | –    | –    |
| Giro d’ItaliaGiro     | –    | 15   | –    | –    | –    | –    | 14   | DNF  | –    |
| Tour de FranceTour    | 18   | 37   | 11   | 19   | 8    | 11   | DNF  | 7    | DNF  |